# Сборная Португалии по футболу (до 19 лет)
Сборная Португалии по футболу до 19 лет (порт. Seleção Portuguesa de Futebol Sub-19) — национальная футбольная сборная Португалии, за которую имеют право выступать игроки возрастом 19 лет и младше. Главным тренером сборной является Элиу Соуза. Юношеская сборная находится под управлением Португальской футбольной ассоциации. Игроки сборной принимают участие в юношеском чемпионате Европы.

## Участие в чемпионатах Европы
| Год   | Раунд                  |
| ----- | ---------------------- |
| 2002  | не прошла квалификацию |
| 2003  | Финалист               |
| 2004  | не прошла квалификацию |
| 2005  | не прошла квалификацию |
| 2006  | Групповой этап         |
| 2007  | Групповой этап         |
| 2008  | не прошла квалификацию |
| 2009  | не прошла квалификацию |
| 2010  | Групповой этап         |
| 2011  | не прошла квалификацию |
| 2012  | Групповой этап         |
| 2013  | Полуфинал              |
| 2014  | Финалист               |
| 2015  | не прошла квалификацию |
| 2016  | Полуфинал              |
| 2017  | Финалист               |
| 2018  | Чемпион                |
| Итого | 10/17                  |